# 공영 방송
공영 방송(公營放送)은 정부와 기업의 영향을 받지 않고 독립적으로 운영되는 방송형태를 말한다.
일반적으로 방송의 형태는 국가에서 직접 재정 일체를 담당하고 관리 통제하는 국영 방송과 민간 자본으로 운영되는 민영화 관련 방송이 있다. 공영방송은 이와는 다른 형태로 정부나 광고주의 영향을 받지 않고 국민에게 독립되고 공정한 정보와 양질의 프로그램을 서비스 하는 것을 그 목표로 하고 있다. 공영방송은 그러한 점에서 국영방송과 엄연한 차이를 보인다.
공영방송의 주된 재정은 수신료이다. 공영방송의 대표적인 방송사인 영국의 BBC와 일본의 NHK의 경우 상업광고를 전혀 하지 않으며, 재정의 90%정도가 수신료로 충당된다. 하지만  이탈리아 RAI, 독일 ARD와 ZDF, 프랑스 텔레비지옹, 오스트리아 ORF, 폴란드 TVP처럼 수신료도 받고 광고방송을 하는 경우도 있고, 뉴질랜드 TVNZ처럼 광고만으로 운영하는 경우도 있으며 오스트레일리아 ABC처럼 재정을 세금으로 충당하는 경우도 있다. 네덜란드 NPO, 벨기에 VRT, RTBF, 캐나다 CBC 같은 경우는 세금과 광고로 운영한다.
공영방송은 직접 방송서비스를 제공하기도 하지만, 상업방송에 최소한의 공영성에 대한 의무를 재확인시키는 감시견 역할도 담당한다. 수신료가 상업방송만을 보는 사람들에게조차 장기적이고 누적적인 혜택을 주는 셈이다. 공영방송의 존재 자체가 상업방송으로 하여금 방송의 공익성을 유지하도록 하는 견제장치가 되기 때문이다.
일반적으로 공영방송의 운영 형태는 거의 대부분이 지방정부출자를 통한 특수법인, 즉 공사(公社)를 만들어 운영하는 경우이다.

### 대한민국의 공영 상업 방송의 역사
| 회사명 (개국당시)                   | 방송권역(개국당시)                               | 개국일                                                                     | 폐국일                            | 네트워크                 | 비고 |
| ----------------------------------- | ------------------------------------------------ | -------------------------------------------------------------------------- | --------------------------------- | ------------------------ | --- |
| CBS기독교방송                       | 서울특별시                                       | 1954년 12월 15일                                                           |                                   | CBS기독교방송            | 대한민국 최초의 민영방송사 |
| 대한방송                            | 서울특별시                                       | 1956년 5월 12일                                                            | 1961년 10월 15일                  |                          | 대한민국 최초의 텔레비전 방송국 |
| 부산 MBC                            | 경상남도 부산시 (現 부산광역시)                  | 1959년 4월 15일                                                            |                                   | MBC                      | 現 부산문화방송 (라디오) 대한민국 최초의 상업목적의 민영방송사 |
| MBC                                 | 서울특별시                                       | 1961년 12월 2일                                                            | 現 문화방송 (서울 본사)           | MBC                      | |
| DBS 동아방송                        | 서울특별시                                       | 1963년 4월 25일                                                            | 1980년 11월 30일                  |                          | 언론통폐합으로 한국방송공사(KBS 본사 서울본국)에 강제통합 (단 KBS 제4방송 → KBS 라디오서울 이후 폐국 후 SBS AM 개국 및 폐국) 및 그 후 채널A 진출함                                           |
| 라디오서울                          | 서울특별시                                       | 1964년 5월 9일                                                             | 1980년 11월 30일                  | 동양방송                 | 동양방송의 전신 언론통폐합으로 한국방송공사에 강제통합(단 KBS 본사 서울본국 2TV, 2라디오, 2FM으로 변경됨) 및 그후 JTBC 진출함 (단, 동양TV 부산지국은 KBS 부산방송총국 2TV, 2라디오로 변경됨) |
| 동양TV                              | 서울특별시                                       | 1964년 12월 7일                                                            | 1980년 11월 30일                  | 동양방송                 | 동양방송의 전신 언론통폐합으로 한국방송공사에 강제통합(단 KBS 본사 서울본국 2TV, 2라디오, 2FM으로 변경됨) 및 그후 JTBC 진출함 (단, 동양TV 부산지국은 KBS 부산방송총국 2TV, 2라디오로 변경됨) |
| 동양TV 부산지국                     | 부산직할시 (現 부산광역시)                       | 1964년 12월 12일                                                           | 1980년 11월 30일                  | 동양방송                 | 동양방송의 전신 언론통폐합으로 한국방송공사에 강제통합(단 KBS 본사 서울본국 2TV, 2라디오, 2FM으로 변경됨) 및 그후 JTBC 진출함 (단, 동양TV 부산지국은 KBS 부산방송총국 2TV, 2라디오로 변경됨) |
| 서울FM방송                          | 서울특별시                                       | 1965년 6월 26일                                                            | 1980년 11월 30일                  | 동양방송                 | 동양방송의 전신 언론통폐합으로 한국방송공사에 강제통합(단 KBS 본사 서울본국 2TV, 2라디오, 2FM으로 변경됨) 및 그후 JTBC 진출함 (단, 동양TV 부산지국은 KBS 부산방송총국 2TV, 2라디오로 변경됨) |
| 울산민간방송                        | 경상남도 울산시 (現 울산광역시)                  | 1968년 4월 10일                                                            |                                   | 문화방송                 | 現 울산문화방송 |
| 진주민간방송                        | 경상남도 진주시                                  | 1968년 5월 31일                                                            | 2011년 8월 31일                   | 문화방송                 | 現 MBC경남 진주방송 (舊 진주문화방송) |
| 영동방송                            | 강원도 (現 강원특별자치도) 강릉시                | 1968년 6월 22일                                                            | 2014년 12월 31일                  | 문화방송                 | 現 MBC강원영동 강릉방송국 (舊 강릉문화방송) |
| 강원방송                            | 강원도 (現 강원특별자치도) 춘천시                | 1968년 7월 13일                                                            |                                   | 문화방송                 | 現 춘천문화방송 |
| 라디오목포                          | 전라남도 목포시                                  | 1968년 8월 17일                                                            |                                   | 문화방송                 | 現 목포문화방송 |
| 남양방송                            | 제주도 (現 제주특별자치도) 제주시(現 통합제주시) | 1968년 9월 14일                                                            |                                   | 문화방송                 | 現 제주문화방송 |
| 경남방송                            | 경상남도 마산시 (現 통합창원시)                  | 1969년 2월 1일                                                             | 2011년 8월 31일                   | 문화방송                 | 現 MBC경남 창원방송 (라디오) (舊 마산문화방송 → 창원문화방송) |
| MBC TV                              | 서울특별시                                       | 1969년 8월 8일                                                             |                                   | 문화방송                 | 現 문화방송(MBC TV) (서울 본사) |
| 서해방송                            | 전라북도 군산시                                  | 1969년 10월 2일                                                            | 1980년 11월 30일                  | 동양방송                 | 언론통폐합으로 한국방송공사에 강제통합 (단, 서해방송은 KBS 전주방송총국 2TV, 2라디오로 변경됨 (舊 KBS 군산방송국))                                                                           |
| 부산 MBC TV                         | 부산직할시 (現 부산광역시)                       | 1970년 1월 24일                                                            |                                   | 문화방송                 | 現 부산문화방송 (TV) |
| 영남텔레비전방송                    | 경상북도 대구시 (現 대구광역시)                  | 1970년 7월 18일                                                            |                                   | 문화방송                 | 現 대구문화방송 |
| 남해방송                            | 전라남도 여수시 (현 통합여수시)                  | 1970년 8월 27일                                                            |                                   | 문화방송                 | 現 여수문화방송 |
| 호남텔레비전방송                    | 전라남도 광주시 (現 광주광역시)                  | 1970년 8월 29일                                                            |                                   | 문화방송                 | 現 광주문화방송 |
| 안동방송                            | 경상북도 안동시                                  | 1970년 9월 12일                                                            |                                   | 문화방송                 | 現 안동문화방송 |
| 원주방송                            | 강원도 원주시                                    | 1970년 9월 19일                                                            |                                   | 문화방송                 | 現 원주문화방송 |
| 충청방송                            | 충청북도 청주시 (現 통합청주시)                  | 1970년 10월 23일                                                           | 2016년 9월 30일                   | 문화방송                 | 現 MBC충북 청주방송국 (舊 청주문화방송) |
| 중원방송                            | 충청북도 충주시                                  | 1970년 11월 12일                                                           | 2016년 9월 30일                   | 문화방송                 | 現 MBC충북 충주방송국 (舊 충주문화방송) |
| 동해방송                            | 강원도 삼척시                                    | 1971년 4월 10일                                                            | 2014년 12월 31일                  | 문화방송                 | 現 MBC강원영동 삼척방송국 (舊 삼척문화방송) |
| 전북텔레비전방송                    | 전라북도 전주시                                  | 1971년 4월 23일                                                            |                                   | 문화방송                 | 現 전주문화방송 |
| 대전텔레비전방송                    | 충청남도 대전시 (現 대전광역시)                  | 1971년 4월 24일                                                            |                                   | 문화방송                 | 現 대전문화방송 (TV) |
| 전일방송                            | 전라남도 광주시 (現 광주광역시)                  | 1971년 4월 25일                                                            | 1980년 11월 30일                  | 동양방송                 | 언론통폐합으로 KBS에 강제통합 (단, 전일방송은 KBS 광주방송총국 2TV, 2라디오로 변경됨) |
| 한국FM방송                          | 경상북도 대구시(現 대구광역시)                   | 1971년 4월 25일                                                            | 1980년 11월 30일                  | 동양방송                 | 언론통폐합으로 KBS에 강제통합 (단, 한국FM방송은 KBS 대구방송총국 2TV, 2라디오로 변경됨) |
| 영해방송                            | 경상북도 포항시                                  | 1971년 10월 1일                                                            |                                   | 문화방송                 | 現 포항문화방송 |
| 경남문화TV방송                      | 경상남도 마산시 (現 창원시)                      | 1972년 10월 5일                                                            | 2011년 8월 31일                   | 문화방송                 | 現 MBC경남 창원방송 (TV) (舊 마산문화방송 → 창원문화방송) |
| 가톨릭평화방송                      | 서울특별시                                       | 1990년 4월 15일                                                            |                                   |                          | |
| BBS불교방송                         | 서울특별시                                       | 1990년 5월 1일                                                             |                                   |                          | |
| 서울방송(본사 키국 프로그램 제작국) | 서울특별시                                       | 1991년 3월 20일(라디오) 1991년 12월 9일(TV)                                |                                   | SBS                      | 現 SBS (본사 키국) (舊 서울방송) |
| 대전방송(TJB)                       | 대전광역시, 세종특별자치시, 충청남도             | 1995년 5월 14일                                                            |                                   | SBS                      | |
| 광주방송(kbc)                       | 광주광역시, 전라남도                             | 1995년 5월 14일                                                            |                                   | SBS                      | |
| 대구방송                            | 대구광역시, 경상북도                             | 1995년 5월 14일                                                            |                                   | SBS                      | 現 TBC |
| 부산방송(PSB)                       | 부산광역시, 경상남도                             | 1995년 5월 14일                                                            |                                   | SBS                      | 現 KNN |
| 울산방송(ubc)                       | 울산광역시                                       | 1997년 9월 1일                                                             |                                   | SBS                      | |
| 전주방송(JTV)                       | 전라북도                                         | 1997년 9월 27일                                                            |                                   | SBS                      | |
| 인천방송(iTV)                       | 인천광역시                                       | 1997년 10월 11일(TV) 2003년 6월 30일(라디오) 2005년 3월 1일(라디오 재개국) | 2004년 12월 31일(TV 중단 및 폐국) |                          | 독립 민영방송 現 경인방송 (2004년 12월 31일까지 TV 중단 및 폐국이며, 이후 TV는 OBS경인TV로 이관하며, 이후 경인방송 FM만 방송함)                                                              |
| 청주방송(CJB)                       | 충청북도                                         | 1997년 10월 18일                                                           |                                   | SBS                      | |
| 경기방송                            | 경기도 수원시                                    | 1997년 12월 2일                                                            | 2020년 3월 30일                   |                          | 2023년 3월 30일, OBS 라디오 개국 |
| TBN 한국교통방송                    | 전국                                             | 1997년 12월 20일                                                           |                                   |                          | 광주에서 먼저 개국 現 TBN 교통방송 |
| 원음방송                            | 전라북도 익산시                                  | 1998년 11월 30일                                                           |                                   |                          | 익산에서 먼저 개국 |
| 강원민방(GTB)                       | 강원도 (現 강원특별자치도)                       | 2001년 12월 15일                                                           |                                   | SBS                      | 現 G1방송 |
| 제주방송(JIBS)                      | 제주도 (現 제주특별자치도)                       | 2002년 5월 31일                                                            |                                   | SBS                      | 제주국제자유도시방송 |
| OBS경인TV                           | 서울특별시, 경기도, 인천광역시                   | 2007년 12월 28일                                                           |                                   |                          | 독립 민영방송 TV채널 |
| YTN라디오                           | 서울특별시, 경기도, 인천광역시                   | 2008년 4월 30일                                                            |                                   | YTN                      | |
| JTBC(중앙방송)                      | 전국                                             | 2011년 12월 1일                                                            |                                   | 중앙그룹, 중앙일보       | 종편 |
| TV조선(조선방송)                    | 전국                                             | 2011년 12월 1일                                                            |                                   | 조선미디어그룹, 조선일보 | 종편 |
| MBN(매일방송)                       | 전국                                             | 2011년 12월 1일                                                            |                                   | 매일경제신문             | 종편 |
| 채널A(동아방송)                     | 전국                                             | 2011년 12월 1일                                                            |                                   | 동아미디어그룹, 동아일보 | 종편 |
| OBS 라디오                          | 서울특별시, 경기도, 인천광역시                   | 2023년 3월 30일                                                            |                                   |                          | 독립 민영방송 라디오채널 경인방송 2라디오 |
| TBS 교통방송                        |                                                  | 1990년 6월 11일                                                            |                                   |                          | 現 TBS |

## 세계의 공영 방송사
- 그리스 - ERT(Ellinikí Radiofonía Tileórasi, Ελληνική Ραδιοφωνία Τηλεόραση)
- 남아프리카공화국 - SABC(South African Broadcasting Corporation)
- 네덜란드 - NPO(Nederlandse Publieke Omroep, 네덜란드 공영 방송)
- 노르웨이 - NRK(Norsk rikskringkasting, 노르웨이 방송 협회)
- 뉴질랜드 - 텔레비전 뉴질랜드, 라디오 뉴질랜드, 마오리 텔레비전
- 대한민국 - KBS(Korean Broadcasting System, 한국방송공사), MBC(Munhwa Broadcasting Corproation, 문화방송), EBS(Educational Broadcasting System, 한국교육방송공사)
- 덴마크 - DR(Danmarks Radio), TV2
- 독일 - ARD(독일 제1 공영방송연합), ZDF(독일 제2 공영방송사), 도이칠란트라디오
- 루마니아 - TVR(Televiziunea Română, 루마니아 텔레비전)
- 마카오 - TDM(Teledifusão de Macau)
- 말레이시아 - RTM(Radio Televisyen Malaysia)
- 미국 - PBS(Public Broadcasting Service), NPR(National Public Radio)
- 태국: MCOT1, NBT, Thai PBS
- 벨기에 - RTBF(프랑스어권), VRT(네덜란드어권), BRF(독일어권)
- 불가리아 - BNT(Българска национална телевизия, 불가리아 텔레비전 방송공사), BNR(불가리아 라디오 방송공사)
- 브라질 - TV Cultura, TV Brasil
- 스웨덴 - SVT(Sveriges Television, 스웨덴 텔레비전), SR(Sveriges Radio, 스웨덴 라디오)
- 스위스 - SRG SSR(SRF(독일어권), RTS(프랑스어권), RSI(이탈리아어권), RTR(로망슈어권) )
- 스페인 - RTVE(Radiotelevisión Española - TVE, RNE)
- 슬로바키아 - RTVS(Radio and Television Slovakia, 슬로바키아 방송 공사)
- 아르헨티나 - TV Pública Digital
- 아이슬란드 - RÚV(Ríkisútvarpið)
- 아일랜드 - RTÉ(Raidió Teilifís Éireann), TG4
- 영국 - BBC(British Broadcasting Corporation, 영국방송공사), 채널 4(Channel 4), S4C
- 오스트리아 - ORF(Österreichischer Rundfunk)
- 오스트레일리아 - ABC(Australian Broadcasting Corporation, 호주방송공사) SBS(Special Broadcasting Service)
- 우루과이 - Televisión Nacional Urugua(Televisión Nacional Uruguay)
- 이탈리아 - RAI(Radiotelevisione Italiana, 이탈리아 방송 협회)
- 인도네시아 - TVRI(Televisi Republik Indonesia, 인도네시아 공영 방송 기관)
- 일본 - NHK(Nippon Hoso Kyokai, 일본방송협회)
- 체코 - ČT(Česká televize, 체코 텔레비전 방송공사)
- 칠레 - TVN(Televisión Nacional de Chile, 칠레 국립 텔레비전)
- 캐나다 - CBC(The Canadian Broadcasting Corporation, 캐나다 방송 협회), TV온타리오(TVOntario)
- 튀르키예 - TRT(Türkiye Radyo ve Televizyon Kurumu)
- 포르투갈 - RTP(Rádio e Televisão de Portugal, 포르투갈 방송공사)
- 폴란드 - TVP, Polskie Radio
- 프랑스 - 프랑스 텔레비지옹(F2, F3, F4, F5), 라디오 프랑스, 라디오 프랑스 앵테르나쇼날
- 핀란드 - YLE(Yleisradio)
- 필리핀 - PTV(People's Television Network), IBC(Intercontinental Broadcasting Corporation), PBS(Philippine Broadcasting Service)
- 헝가리 - MTV(Magyar Televízió, 헝가리 텔레비전), Duna TV
- 홍콩 - RTHK(Radio Television Hong Kong, 香港電臺)
- 대만 - PTS(Taiwan Public Television Service Foundation, 財團法人 公共電視文化事業基金會)

## 같이 보기
- 국영 방송
- 민영 방송